# Veloz-Zaguti
Das Veloz-Zaguti (Plagiodontia ipnaeum), auch als Veloz-Ferkelratte, Veloz-Huitia oder Johnson-Ferkelratte bezeichnet, ist ein ausgestorbenes Nagetier aus der Gattung der Zagutis (Plagiodontia) in der Familie der Stachelratten (Echimyidae). Es ist nur durch subfossiles Material bekannt, das in Køkkenmøddinger in der Dominikanischen Republik und in Haiti entdeckt wurde. Die 1976 von Renato Rimoli beschriebenen Formen Plagiodontia velozi und Plagiodontia caletensis sind mit Plagiodontia ipnaeum identisch. 

## Merkmale
Dem Schädel nach zu urteilen, war das Veloz-Zaguti die größte bekannte Art der Zagutis. Es erreichte vermutlich ein Gewicht von über 5 kg. Die Gliedmaßen waren länger und die Backenzahnkronen waren höher als bei den anderen Zaguti-Arten. Der im United States National Museum befindliche Holotypus wurde 1928 vom Archäologen Herbert William Krieger (1889–1970) in den Ablagerungen eines Køkkenmøddinger in der Ortschaft Ciguayan bei Anadel 2 km östlich von Samaná in der Dominikanischen Republik gesammelt. Er besteht aus dem mittleren Teil eines Schädels, bei dem der Großteil des Rostrums und des Hirnschädels fehlt. Der Schädel des Typusexemplars ist hoch und größer als jeder Schädel der anderen Arten aus der Gattung Plagiodontia. Das Gaumenbein ist nach vorne verengt. Die Gaumengruben befinden sich gegenüber der Mitte des ersten Molars. Die oberen Zahnreihen liegen nach vorne dicht beieinander. Nach hinten gehen sie auseinander. Die Backenzähne werden zunehmend kleiner ab dem vierten Prämolar und dem dritten Molar, mit der größten Differenz zwischen dem vierten Prämolar und dem ersten Molar. Der Unterkiefer ist massiver als bei den anderen Arten der Gattung. Der Winkelfortsatz des Unterkiefers ist waagerecht stark erweitert.
Bis zur Beschreibung der Art im Jahr 1948 wurden 134 Schädel-, Unterkiefer- und Zahnfragmente in den Ablagerungen von Höhlen und Køkkenmøddinger entdeckt. Die Fundorte befinden sich unter anderem bei Anadel, Dominikanische Republik (terra typica), an der Mündung des Río San Juan, 10 km nördlich von Samaná, Dominikanische Republik, in der Provinz Monte Cristi in der nordöstlichen Dominikanischen Republik, nahe Constanza im Westen der Provinz La Vega, Dominikanische Republik, bei San Pedro de Macorís, Dominikanische Republik sowie in einer Höhle bei der Atalaye-Plantage nahe Saint-Michel-de-l’Atalaye in Haiti.

## Aussterben
Die Art wird von der IUCN in der Kategorie „ausgestorben“ (extinct) gelistet. Der genaue Aussterbezeitpunkt ist jedoch unbekannt. Da häufig die subfossilen Überreste von Ratten in den Ablagerungen gefunden wurden, wird ein Aussterben infolge der europäischen Besiedelung Hispaniolas im 17. Jahrhundert vermutet. Als Hauptursache gelten Überjagung und Nachstellung durch Ratten. Der Historiker Gonzalo Fernández de Oviedo, der von 1536 bis 1546 auf Hispaniola lebte, erwähnte in seinem Werk Historia General y Natural de las Indias y Tierra-Firme del Mar Oceono ein Nagetier namens „Quemi“. Es ist möglich, dass diese Art mit dem Veloz-Zaguti identisch war. Ferner besteht die entfernte Möglichkeit, dass ein als „Comadreja“ bezeichnetes Tier, das angeblich bis ins 20. Jahrhundert überlebt haben soll, ebenfalls diese Art repräsentiert.